# Sladkorni alkohol
Sladkorni alkoholi (imenovani tudi polihidrični alkoholi, polialkoholi, alditoli ali glicitoli) so organske spojine, običajno izpeljane iz sladkorjev, ki obsegajo vrsto poliolov. So bele, v vodi topne trdnine, ki se lahko pojavljajo naravno ali pa so iz sladkorjev pridobljene industrijsko. So široko uporabljani v živilski industriji kot sredstva za zgoščevanje in sladila. V komercialnih živilih se sladkorni alkoholi običajno uporabljajo namesto namiznega sladkorja (saharoze), pogosto v kombinaciji z visokointenzivnimi umetnimi sladili za nadomestitev majhne sladkosti. Ksilitol in sorbitol sta priljubljena sladkorna alkohola v komercialni hrani.

## Proizvodnja in kemijska struktura
Sladkorni alkoholi imajo splošno formulo HOCH2(CHOH)nCH2OH. Nasprotno imajo sladkorji dva vodikova atoma manj, na primer HOCH2(CHOH)nCHO ali HOCH2(CHOH)n−1C(O)CH2OH. Sladkorni alkoholi se razlikujejo po dolžini verige. Večina jih je pet ali šest ogljikovih atomov dolgih, saj so pridobljeni iz pentoz (sladkorjev s petimi C-atomi) in heksoz (sladkorjev s šestimi C-atomi). Na vsakem C-atomu imajo po eno –OH skupino. Nadalje se razlikujejo po relativni orientacijo (stereokemiji) teh –OH skupin. Za razliko od sladkorjev, ki se pogosto nahajajo v obliki obročev, se sladkorni alkoholi ne. Lahko pa jih dehidriramo do cikličnih etrov, npr. sorbitol lahko dehidriramo do izosorbida.
Sladkorni alkoholi se pojavljajo naravno in nekoč se je manitol pridobival iz naravnih virov. Danes se pogosto pridobivajo s hidrogeniranjem sladkorjev z uporabo Raney nikljevih katalizatorjev. 
Pretvorba glukoze in manoze do sorbitola in manitola:
HOCH2CH(OH)CH(OH)CH(OH)CH(OH)CHO +  H2 → HOCH2CH(OH)CH(OH)CH(OH)CH(OH)CHHOH
Na ta način se vsako leto pridela več kot milijon ton sorbitola. Ksilitol in laktitol se pridobivata na podoben način. Eritritol pa se po drugi strani pridobiva s fermentacijo glukoze in saharoze.

## Učinki na zdravje
Sladkorni alkoholi za razliko od sladkorjev ne prispevajo k zobni gnilobi. Študije so pokazale, da ksilitol preprečuje zobno gnilobo.

Živila, ki vsebujejo ksilitol, so v študiji na podganah povečala kostno gostoto, kar je ustvarilo interes, da bi se proučilo, ali se ksilitol lahko uporablja za zdravljenje osteoporoze pri ljudeh.
Uživanje sladkornih alkoholov vpliva na raven krvnega sladkorja, čeprav v veliko manjši meri kot pa saharoza, če primerjamo po glikemičnem indeksu. Sladkorni alkoholi z izjemo eritritola lahko tudi povzročajo napenjanje in drisko, če jih zaužijemo v prevelikih količinah.

## Pogosti sladkorni alkoholi
Tako disaharidi kot monosaharidi lahko tvorijo sladkorne alkohole, vendar sladkorni alkoholi, pridobljeni iz disaharidov (npr. maltitol in laktitol), niso popolnoma hidrogenirani, saj je samo ena aldehidna skupina na voljo za redukcijo.

## Sladkorni alkoholi kot aditivi v živilih
| Ime       | Sladkost glede na saharozo | Energijska vrednost (kcal/g) | Sladkost na energijsko vrednost | Energijska vrednost, potrebna za enako sladkost kot saharoza | Glikemični indeks |
| --------- | -------------------------- | ---------------------------- | ------------------------------- | ------------------------------------------------------------ | ----------------- |
| Arabitol  | 0,7                        | 0.2                          | 14                              | 7,1 %                                                        |                   |
| Eritritol | 0,8                        | 0,21                         | 15                              | 6,7 %                                                        | 0                 |
| Glicerol  | 0,6                        | 4,3                          | 0,56                            | 180 %                                                        | 3                 |
| HSH       | 0,4–0,9                    | 3,0                          | 0,52–1,2                        | 83–190 %                                                     | 35                |
| Izomalt   | 0,5                        | 2,0                          | 1,0                             | 100 %                                                        | 2                 |
| Laktitol  | 0,4                        | 2,0                          | 0,8                             | 125 %                                                        | 5                 |
| Maltitol  | 0,9                        | 2,1                          | 1,7                             | 59 %                                                         | 45                |
| Manitol   | 0,5                        | 1,6                          | 1,2                             | 83 %                                                         | 0                 |
| Sorbitol  | 0,6                        | 2,6                          | 0,92                            | 108 %                                                        | 9                 |
| Ksilitol  | 1,0                        | 2,4                          | 1,6                             | 62 %                                                         | 12                |
| Saharoza  | 1,0                        | 4,0                          | 0,25                            | 100 %                                                        | 60                |

Sladkorni alkoholi niso tako sladki kot saharoza in imajo z v primerjavi z njo nekoliko manjše energijske vrednosti. Njihov okus je podoben saharozi. Lahko se uporabljajo za prikritje neprijetnih priokusov nekaterih visokointenzivnih sladil. Sladkornih alkoholov ustne bakterije ne presnavljajo, zato ti ne prispevajo k zobni gnilobi. Ob segrevanju ne rjavijo ali karamelizirajo.
Poleg svoje sladkosti nekateri sladkorni alkoholi povzročajo znaten hladilni občutek v ustih, če so zelo koncentrirani, npr. v slaščicah ali žvečilnih gumijih brez dodanega sladkorja. Tak občutek dajejo sorbitol, eritritol, ksilitol, manitol, laktitol in maltitol v kristalni fazi (neraztopljeni). Hladilni občutek je posledica raztapljanja sladkornega alkohola, ki je endotermna (toploto absorbirajoča) reakcija z močno entalpijsko spremembo raztopine.
Sladkorni alkoholi se običajno iz tankega črevesa v krvni obtok ne absorbirajo popolnoma, kar se na splošno odraža v manjšem nihanju glukoze v krvi kot pa pri "običajnem" sladkorju (saharozi). Zaradi te lastnosti so kot sladila priljubljeni med diabetiki in ljudmi na dietah z majhnim vnosom ogljikovih hidratov. Vendar pa tako kot pri mnogih drugih nepopolno prebavljivih snoveh lahko prezaužitje sladkornih alkoholov povzroči napihnjenost, drisko in vetrove, ker se ne absorbirajo v tankem črevesu. Nekateri posamezniki doživijo take simptome že po vnosu majhnih količin. Z dolgotrajno uporabo večina ljudi razvije določeno stopnjo tolerance na sladkorne alkohole in teh simptomov ne občuti več. Kot izjema se eritritol dejansko absorbira v tankem črevesu in izloča nespremenjen z urinom, zato ne prispeva kalorij, čeprav je precej sladek.
V zgornji tabeli so predstavljene relativne sladkosti in energijske vrednosti najpogosteje uporabljanih sladkornih alkoholov. Kljub varianci v energijski vrednosti sladkornih alkoholov zahteve EU za označevanje določajo krovno vrednost 2,4 kcal/g za vse sladkorne alkohole.